# 商业贸易部
商業及貿易部（英語：Department for Business and Trade，簡稱：DBT）是一個英國內閣部門，負責制定有關國際貿易、產業發展、投資及市場競爭政策。
2023年2月7日，此部門於首相辛偉誠改組內閣後成立，承接商業能源及工業策略部的商業政策範圍及國際發展部的業務。此部門須接受英國下議院的商業及貿易專責委員會監察。
該部門由商業及貿易大臣領導，並由三名國務大臣、三名政務次官及多名高級公務員支援。現任大臣為韋諾韜。

## 沿革
本部的前身可以一直追溯到貿易局，这是一个英国枢密院下设的委员会，全称为受委审议与贸易及外国种植园相关所有事项之大臣组成之枢密院委员会。该委员会经历了几次演变，从17世纪广泛参与殖民事务，到维多利亚时代被赋予对国内及国外商业的强大监管职能，再到1970年与科技部合并成新部门。
新部门即为贸易及工业部，成立于1970年10月19日，同时原属就业部的监管垄断與兼并的责任来属。1974年1月，该部门的能源生产责任转移到新成立的能源部。当年3月，工党赢得大选后，将该部拆分为贸易部（英語：Department of Trade）、工业部（英語：Department of Industry）與价格及消费者保护部。1979年，价格及消费者保护部被新上台的保守党政府废除并入贸易部。
1983年，贸易部與工业部重新合并组建贸易及工业部。能源部则于1992年重新合并回本部，但各种媒体相关职能转移到国家遗产部。
2005年大选后，本部改名为生产、能源及工业部（英語：Department for Productivity, Energy and Industry），但不到一个星期之后又改回贸易及工业部这一名称。因为新名遭到广泛嘲笑，其中包括英国工业联合会的人。
2007年6月28日，本部改组为商务、企业及监管改革部，主要职责为：公司法、贸易、能源、商务发展、就业法、区域经济发展與消费者法。科学及创新局移交给新的创新、大学及技能部，内阁办公厅监管改革执行办公室来属。2008年，原属的能源政策划归新成立的能源與氣候變遷部。
2009年6月5日，本部与创新、大学及技能部合并，成为商务、创新及技能部。
2016年，本部与能源與氣候變遷部合并后改名為商業、能源暨產業策略部。2023年隨內閣改組改為現名。

## 大臣團隊
| 職位                 | 職位                           | 大臣                   |
| -------------------- | ------------------------------ | ---------------------- |
| 商業及貿易大臣       | 商業及貿易大臣                 | 韋諾韜 議員閣下        |
| 商業及貿易部國務大臣 | 貿易政策及經濟安全部長         | 道格拉斯·亞歷山大 議員 |
| 商業及貿易部國務大臣 | 工業事務部長                   | 莎拉·瓊斯 議員         |
| 商業及貿易部國務大臣 | 投資事務部長                   | 簡黛詩女男爵 閣下      |
| 商業及貿易部政務次官 | 服務業、小型企業及出口事務部長 | 加雷斯·托馬斯 議員     |
| 商業及貿易部政務次官 | 就業權益、競爭及市場事務部長   | 賈斯汀·馬德斯 議員     |
| 商業及貿易部政務次官 | 立法事宜部長                   | 瑪姬·瓊斯女男爵 閣下   |

## 下設部門及公營機構

### 非內閣部門
- 競爭及市場管理局

### 行政機構
- 公司註冊處
- 破產管理署（英语：Insolvency Service）

### 公營機構
商業及貿易部贊助以下公營機構：
- 諮詢、調解和仲裁服務處（英语：Advisory, Conciliation and Arbitration Service）
- 英國純度印記委員會（英语：British Hallmarking Council）
- 競爭事務上訴審裁處服務處（英语：Competition Service）
- 財務匯報局（英语：Financial Reporting Council）
- 小型企業專員公署（英语：Small Business Commissioner）
- 貿易救濟局（英语：Trade Remedies Authority）
- 低薪委員會（英语：Low Pay Commission）
- 監管政策委員會（英语：Regulatory Policy Committee）

### 審裁處
- 中央仲裁委員會（英语：Central Arbitration Committee）

- 競爭事務上訴審裁處（英语：Competition Appeal Tribunal）

### 公營企業
- 郵局公司

### 其他
- 英國商業銀行（英语：British Business Bank）
- 職工會認證官（英语：Trades Union Certification Officer）
- 雜貨規例審裁官（英语：Groceries Code Adjudicator）
- 社區利益公司監管員公署（英语：Community interest company）
- 酒吧規例審裁官（英语：Pubs Code Adjudicator）